# مینی ماوس
مینی ماوس (به انگلیسی: Minnie Mouse) یک شخصیت بامزه کارتونی است که توسط آب آیورکس و والت دیزنی خلق شده‌است. مینی ماوس مانند میکی ماوس برای اولین بار در سال ۱۹۲۸ توسط آب آیورکس نقاشی شد. وی در قالب یک موش انسان‌گونه با دستکش‌های سفید، پاپیون قرمز یا صورتی، لباس خال‌خالی آبی (یا صورتی یا قرمز)، بلومرز سفید و کفش‌های پاشنه کوتاهٔ زرد که گه‌گاهی روی آن‌ها روبان نیز می‌باشد، طراحی شده‌است.

## خانواده
خانواده مینی ماوس دوست داشتنی  برای اولین بار در مجموعه داستان مصور «آقای حقه باز و دزدان تخم مرغ» معرفی شدند. این مجموعه در فاصله ۲۲ سپتامبر تا ۲۶ دسامبر ۱۹۲۶ در داستانهای مصورش به معرفی آنها پرداخت. پدر و مادرش کشاورز بودند و پدرش مارکوس ماوس نام داشت. در این مجموعه مصور، خانواده عمویش، میلتون ماوس ، به همراه پدر بزرگ و مادر بزرگش که مارشال ماوس و ماتیلدا ماوس نام داشتند، به تصویر کشیده شدند. در بسیاری از موارد مینی ماوس نقش دوست دختر میکی ماوس را بازی می‌کند. شخصیتهای دیزی داک و کلاریبل گاوه از دوستان صمیمی او هستند.